# West Hardwick
West Hardwick – wieś w Anglii, w hrabstwie ceremonialnym West Yorkshire, w dystrykcie metropolitalnym Wakefield. Leży 20 km na południowy wschód od miasta Leeds i 254 km na północ od Londynu.